# Mit Leib und Seele (1988)
Mit Leib und Seele ist ein deutscher Spielfilm der DEFA von Bernhard Stephan aus dem Jahr 1988.

## Handlung
Jonas ist Lehrling in einer Leipziger Metallgießerei, der allein mit seinem Vater Hannes lebt und den er wegen dessen Herzproblemen pflegen muss. Deshalb kommt er auch hin und wieder zu spät zur Berufsschule, was ihm einen Tadel vom Klassenleiter einbringt. Die Kollegen seines Vaters pflegen zwar eine selbstverordnete Betreuung Hannes, für eine richtige Hilfe hat keiner ein Interesse. In der Warteschlange einer Discothek lernt er die gleichaltrige Oberschülerin Melanie kennen und die beiden verlieben sich. Als Jonas Vater wegen eines Herzinfarkts ins Krankenhaus muss, zieht Melanie zu ihm, um bei der Haushaltsführung zu helfen.
In dieser Zeit hört Jonas von einem verrotteten Schiff, welches auf einem See in Mecklenburg liegt und das verschrottet werden soll. Mit Hilfe seines Klassenleiters, der vor fünfzehn Jahren das Schiff schon einmal mit seinen Lehrlingen als Ferienobjekt nutzte, fährt Jonas mit seiner Freundin dorthin und sieht in der Instandsetzung eine neue Aufgabe für sich. Darüber vernachlässigt er alles andere. Melanie fühlt sich allein gelassen, bemängelt auch, dass er sich nicht mehr um seinen Vater kümmert und verlässt ihn. Vom Betrieb erhält Jonas nur eine mangelnde Unterstützung für den Aufbau des Bootes und er findet auch weniger Helfer, als er sich ursprünglich erhofft hatte. Durch seine Unachtsamkeit brennt das Boot ab.
Nach seiner Lehrabschlussfeier, an der auch der Vater teilnimmt, geht er mit diesem durch die Produktionsstätten der Gießerei, in denen er zukünftig arbeiten wird. Ein Anruf bei Melanie, bei dem er kein einziges Wort spricht, lässt vermuten, dass es noch Hoffnung für die Liebe der beiden gibt.

## Produktion
Mit Leib und Seele wurde von der Künstlerischen Arbeitsgruppe „Babelsberg“ auf ORWO-Color gedreht und hatte seine Uraufführung am 17. März 1988 im Berliner Kino International. Im Fernsehen wurde der Film das erste Mal am 9. Februar 1990 im Nachmittagsprogramm der ARD gezeigt.

## Kritik
In der Neuen Zeit meinte Helmut Ullrich, dass die beiden jungen Hauptdarsteller zu überzeugen vermögen. Mathias Noack wirkt durch seine Lässigkeit, hinter der jedoch Ernst und Nachdenklichkeit steht, während Andrea Lüdke durch eine sanfte, stille Ruhe wirkt. Besonders erwähnt wird noch Ulrich Thein, der als Vater das kräftige Porträt eines Arbeiters gibt, der an der Arbeit hängt, die er durch seine Krankheit nicht mehr ausführen kann. Das Lexikon des internationalen Films nannte den Film einen dramaturgisch schwerfälligen und psychologisch unzureichend motivierten Film, der mit einer Reihe von Klischees die Probleme Jugendlicher in der DDR deutlich machen will und in aufgesetzten moralischen Appellen mündet.